# 太原王
太原王（たいげんおう、または礼、? - 紀元前968年）は、第6代箕子朝鮮王。王在位期間は、紀元前972年 - 紀元前968年。諡は太原王。諱は礼。王位は景昌王（荘）が継承。